# Charles-Constant Jolivet
Charles-Constant Jolivet OMI (* 9. Januar 1826 in Pont-l’Abbé, Département Finistère; † 15. September 1903) war ein französischer römisch-katholischer Ordensgeistlicher und Apostolischer Vikar von Natal.

## Leben
Charles-Constant Jolivet trat der Ordensgemeinschaft der Oblaten der Unbefleckten Jungfrau Maria bei und legte 1848 die Profess ab. Am 17. Mai 1849 empfing er das Sakrament der Priesterweihe.
Am 15. September 1874 ernannte ihn Papst Pius IX. zum Titularbischof von Belline und zum Apostolischen Vikar von Natal. Der Erzbischof von Paris, Joseph Hippolyte Kardinal Guibert OMI, spendete ihm am 30. November desselben Jahres in der Kapelle der Oblaten der Unbefleckten Jungfrau Maria in Paris die Bischofsweihe; Mitkonsekratoren waren der Apostolische Vikar von Athabaska Mackenzie, Henri Joseph Faraud OMI, und der emeritierte Bischof von Autun, Frédéric-Gabriel-Marie-François de Marguerye.